# Prolecithophora
Prolecithophora é uma ordem de vermes achatados do filo Platyhelminthes, classe Turbellaria.